# Epizeuxis julia
Epizeuxis julia är en fjärilsart som beskrevs av Barnes och Mcdunnough 1918. Epizeuxis julia ingår i släktet Epizeuxis och familjen nattflyn. Inga underarter finns listade i Catalogue of Life.